# Chixdiggit! II
Chixdiggit! II är ett studioalbum av Chixdiggit, utgivet 2007. Skivan är en nyinspelning av bandets debutalbum.

## Låtlista
1. "Dolphins Love Kids" - 0:59
2. "Great Legs" - 0:54
3. "Where's Your Mom" - 1:58
4. "Henry Rollins Is No Fun" - 1:14
5. "I Wanna Hump You" - 2:15
6. "Song for "R"" - 2:08
7. "Stacked Like That" - 0:48
8. "Hemp Hemp Hooray" - 3:37
9. "323" - 1:22
10. "Angriest Young Men (We're the)" - 1:51
11. "Toilet Seat's Coming Down" - 1:29
12. "Shadowy Bangers from a Shadowy Duplex" - 2:15
13. "Van Horne" - 1:45
14. "I Drove the Coquihalla" - 1:45
15. "(I Feel Like) (Gerry) Cheevers) (Stitch Marks on My Heart)" - 3:01
16. "Rave Queen" - 2:32
17. "Spring" - 1:06

### Fotnoter
1. ↑  ”Chixdiggit! II”. Bad Taste Records. Arkiverad från originalet den 5 februari 2012. https://web.archive.org/web/20120205221438/http://www.badtasterecords.se/records.asp?id=459. Läst 12 januari 2012.